# East Thurlow Island
East Thurlow Island ist eine Insel  zwischen dem Festland der kanadischen Provinz British Columbia und Vancouver Island. Sie gehört zum Strathcona Regional District und wird der Inselgruppe Discovery Islands zugerechnet. Die Insel liegt östlich von West Thurlow Island sowie westlich von Sonora Island und wird noch dem Great Bear Rainforest zugerechnet.
|                                     | Cordero Channel → Phillips Arm/Festland     |                                 |
| Mayne Passage → West Thurlow Island | Kompassrose, die auf Nachbargemeinden zeigt | Nodales Channel → Sonora Island |
|                                     | Johnstone Strait → Vancouver Island         | Nodales Channel → Sonora Island |

## Geschichte
Nachdem die Insel nach dem englischen Lordkanzler Edward Thurlow, 1. Baron Thurlow benannt worden war, wurde entdeckt, dass es sich dabei um zwei Inseln handelte. Die Meerenge zwischen den beiden Inseln wurde anfangs Blind Channel genannt, da sie George Vancouver bei seiner Expedition übersehen hatte. Jedoch war diese Meerenge auch für spätere Expeditionen wegen ihrer versteckten Lage nicht so einfach zu erkunden. Die Meerenge zwischen den zwei Inseln wurde indes in Mayne Passage umbenannt, jedoch blieb der alte Name im Gedächtnis der Bewohner der neuen Siedlung am Ostende der Schwesterinsel.
1910 wurde von der Thurlow Island Lumber Company ein Sägewerk mit 17 Mitarbeitern errichtet. Acht Jahre später wuchs die Einwohnerzahl auf 120 und es wurde regelmäßiger Fährverkehr eingerichtet. Außerdem wurden eine Konservenfabrik, eine Schindelmühle sowie zwei große Tanzsäle gebaut.
Um das Jahr 1930 existierten neun illegale Destillationen, die Getränke mit einem sehr hohen Alkoholgehalt produzierten. Zwei von ihnen ließen sich ihre Produktionen genehmigen.